# 408 Фама
408 Фама (408 Fama) — астероїд головного поясу, відкритий 13 жовтня 1895 року Максом Вольфом у Гейдельберзі.
Тіссеранів параметр щодо Юпітера — 3,168.
Названий на честь римської богині Фами (грецькою Феме).